# Château de Saint-Léger (Le Plessis-Sainte-Opportune)
Pour les articles homonymes, voir Château de Saint-Léger et Château de Saint-Léger (Saint-Léger-les-Mélèzes).
Le château de Saint-Léger est un château situé au Plessis-Sainte-Opportune, dans le département de l'Eure en Normandie. L'édifice fait l'objet d'une inscription  au titre des Monuments historiques depuis le 2 novembre 1976.

## Localisation
Le château de Saint-Léger se situe dans la commune du Plessis-Sainte-Opportune, à l'extrémité ouest du plateau du Neubourg.

## Historique
Le château de Saint-Léger a des origines remontant à l'époque médiévale, bien que son apparence actuelle soit en grande partie le fruit de modifications réalisées au XVIIe et XIXe siècles.
Construit initialement en tant que manoir fortifié, le site a probablement servi de résidence seigneuriale pour les familles nobles locales. Son emplacement stratégique à la lisière des forêts du plateau du Neubourg en faisait un lieu propice à la chasse, une activité prisée par la noblesse.
Au XVIIe siècle, le pavillon central fut édifié dans un style caractéristique de l’époque, associant pierre et brique dans des motifs décoratifs. Cette transformation marque une volonté de modernisation, symbolisant le prestige et le raffinement des propriétaires.
Durant le XIXe siècle, sous l'impulsion de nouveaux propriétaires, le château subit d'importants remaniements. Deux ailes symétriques furent ajoutées au pavillon central, conférant à l’ensemble une allure plus monumentale et homogène. Les dépendances, telles que le colombier et la chapelle, témoignent également de l’évolution architecturale et fonctionnelle de la propriété à travers les siècles.
La chapelle Saint-Léger, quant à elle, constitue le vestige le plus ancien du domaine. Construite au XIIe siècle dans un style roman, elle a résisté aux affres du temps, bien que des transformations ultérieures aient modifié son aspect originel.
Pendant les siècles suivants, le château de Saint-Léger fut le témoin de divers événements historiques et changements de propriétaires, tout en conservant son statut de symbole du patrimoine local. L’inscription au titre des Monuments historiques en 1976 marque une reconnaissance de sa valeur patrimoniale et architecturale.

## Architecture

### Le pavillon central
Le pavillon central a été édifié au XVIIe siècle. Il est construit en pierres et en briques, lesquelles forment des motifs losangés sur les façades.
Cet édifice, érigé avec un étage et un fronton, est surmonté de combles à la Mansart en ardoises.
Au XIXe siècle, l'édifice est largement remanié puisque deux ailes symétriques lui sont ajoutées et les combles ainsi que les façades sont reprises.

### Les dépendances

#### Le colombier
Le colombier date également du XVIIe siècle. Il est de forme octogonale. Les matériaux et la mise en œuvre sont les mêmes que ceux qui ont été utilisés pour le pavillon central.

#### La chapelle
La chapelle Saint-Léger est un édifice plus ancien puisque sa construction date du XIIe siècle. De style roman, elle a conservé en façade les traces de ses premières ouvertures, murées et remplacées par des baies plus grandes.
Elle a été construite en lisière des forêts voisines qui ceinturent le parc du château. Elle est visible de la plaine alentour.

## Protection
Le château de Saint-Léger fait l'objet d'une inscription au titre des monuments historiques par arrêté du 2 novembre 1976.
Cette inscription concerne également la chapelle Saint-Léger.